# うちの大物
『うちの大物』（うちのおおもの）は、1967年4月16日から同年9月24日までフジテレビ系列局で放送されていたフジテレビ製作のテレビドラマである。放送時間は毎週日曜 20:00 - 20:56 （日本標準時）。

## キャスト
- 坂本九
- 宇野重吉
- 中尾ミエ
- 左卜全

## スタッフ
- 原作：小野田勇
- 脚本：向田邦子（第5話） ほか
- 演出：太地恒夫、大野木直之

## 主題歌
「うちの大物」
　作詞：永六輔、作曲：中村八大、歌：坂本九

## 参考資料
- テレビドラマデータベース[どれ?]